# Gavião-de-asa-larga
Bútio-d'asa-larga, gavião-de-asa-larga (Buteo platypterus) ou gavião-pintado (nome científico: Buteo platypterus) é uma espécie de ave rapinante que pertence à família Accipitridae.
Durante o verão, algumas subespécies são distribuídas pelo leste da América do Norte, a oeste da Colúmbia Britânica e do Texas; elas então migram para o sul para invernar nos neotrópicos do México até o sul do Brasil. Outras subespécies são residentes durante todo o ano nas ilhas do Caribe.
Seu nome popular em língua inglesa é "Broad-winged hawk".

## Subespécies
São reconhecidas seis subespécies:
- Buteo platypterus platypterus (Vieillot, 1823) - ocorre da região central do Canadá até o leste dos Estados Unidos da América; no inverno pode ser encontrado no sul da Flórida e do sul do México através da América Central até o leste do Peru, Bolívia e no noroeste do Brasil;
- Buteo platypterus cubanensis (Burns, 1911) - ocorre em Cuba.
- Buteo platypterus Brunnescens (Danforth & Smyth, 1935) - ocorre em Porto Rico;
- Buteo platypterus insulicola (Riley, 1908) - ocorre na ilha de Antígua nas Pequenas Antilhas;
- Buteo platypterus rivierei (A.H. Verrill, 1905) - ocorre nas ilhas de Dominica, Martinica e Santa Lúcia nas Pequenas Antilhas;
- Buteo platypterus antillarum (A.H. Clark, 1905) - ocorre nas Pequenas Antilhas, nas ilhas de São Vicente, Granadinas e Granada; também ocorre na ilha de Tobago no Caribe.